# Castillo de Coral
El castillo de Coral es una misteriosa estructura de piedra creada por el excéntrico estadounidense Edward Leedskalnin (1887-1951), un inmigrante de Letonia. Este castillo se encuentra localizado al norte de la ciudad de Homestead, en la intersección de South Dixie Highway y el Southwest 157th Ave, en Florida, Estados Unidos. La estructura se compone de numerosas piedras megalíticas (en su mayoría de piedra caliza formada de coral).
En la actualidad, sirve como atracción turística privada y se encuentra abierto al público. El castillo se caracteriza por el misterio que rodea su construcción.

## Historia
Leedskalnin originalmente construyó el castillo, al que llamó Rock Gate Park, en Florida City, alrededor de 1923. Florida City, en la frontera con los Everglades, es la ciudad más al sur de los Estados Unidos que no está en una isla. Era un lugar muy remoto, con muy poco desarrollo en ese momento. El castillo permaneció en Florida City hasta aproximadamente 1936, cuando Leedskalnin decidió mudarse llevándose el castillo con él.
Algunos comentan que Edward Leedskalnin construyó el castillo utilizando sólo la fuerza de sus manos y que además utilizó conocimientos ocultos. En muchas fotos del proceso de construcción, se puede apreciar como Edward utilizó un trípode de madera de pino con cadenas, su propio peso y una misteriosa caja negra (que está presente en numerosas fotos) para mover cientos de toneladas de roca maciza él solo. Otro dato curioso, es la constante reiteración que hacía Edward Leedskalnin en que sabía el secreto de las pirámides (en referencia a las de Egipto y su construcción), afirmando, algunas veces, que sabía hacer que las rocas no se sintieran pesadas. Otra cosa que ayudó a formar más el misterio fue que, generalmente, trabajaba de noche.
Así, trabajando solo y de noche, Leedskalnin finalmente extrajo y esculpió alrededor de 1 000 000 kg de coral en dicho monumento. Con esta cantidad de coral se construyeron las murallas y las torres. Adicionalmente se construyeron muebles y otros objetos propios del castillo.
En 1936, debido a la edificación de un nuevo lote siendo planeada en su cercanía, Leedskalnin decidió mover el ya empezado "Rock Gate Park" de su situación original en Florida City a su situación actual en Homestead, donde compró 4 hectáreas de tierra. Dedicó los siguientes 3 años a mover las estructuras del castillo, piedra por piedra, como siempre él solo, cubriendo una distancia de 16 km.
Leedskalnin daba respuestas educadas pero crípticas a las preguntas de los visitantes con relación a su método de construcción, el cual hoy en día sigue siendo un misterio. A pesar de su naturaleza reservada, finalmente abrió su monumento al público, ofreciendo tours por 10 céntimos (lo equivalente a $1.54 de 2009).
Se dice que construyó el castillo de coral en memoria de una mujer de la que estaba enamorado. Se supone que ésta llegaría a Florida a ver a Leedskalnin algún día, pero nunca se presentó, para ver semejante obra.